# Iselersheim

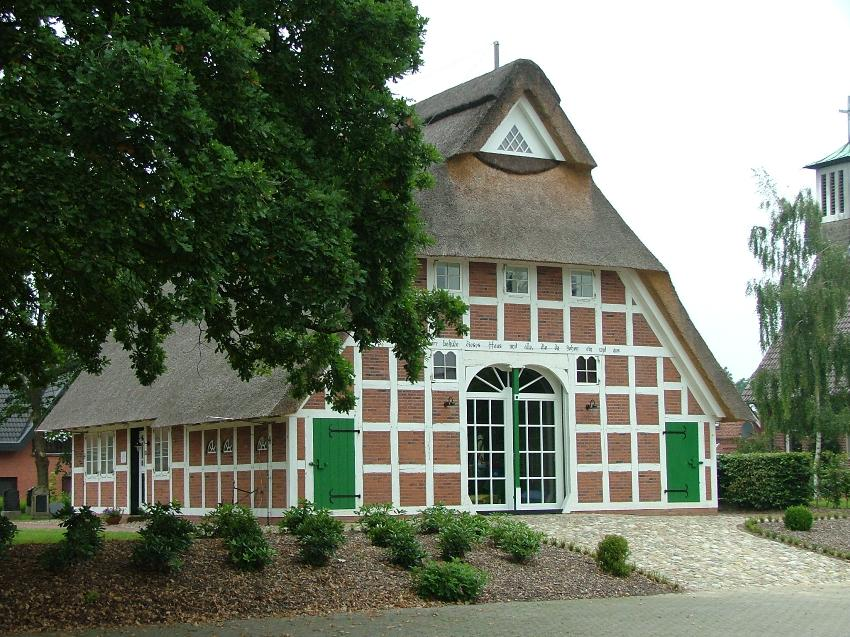
Das sogen. Findorff-Haus in Iselersheim

Iselersheim ist ein am Fluss Mehe liegendes und zur Stadt Bremervörde gehörendes Dorf im Landkreis Rotenburg (Wümme) in Niedersachsen.

## Geografie

### Geografische Lage
Iselersheim liegt sieben Kilometer nördlich von Bremervörde am Fluss Mehe, im Norden des Landkreises Rotenburg (Wümme).

### Geologie
Iselersheim liegt in den nordöstlichen Niedermoorgebieten des Teufelsmoores, dem sogen. Ostenmoor, der „Iseler“ bildet die einzige Erhebung in der näheren Umgebung.

## Geschichte

### Erste urkundliche Erwähnung
Im Jahre 1395 wird in einer urkundlichen Eintragung in das „Ordelbok“, das alte Weichbildrecht (Stadtrecht) des Fleckens Vörde (Bremervörde), der Familienname Yseler genannt. Es ist sehr gut möglich, dass dieser Name auf eine mittelalterliche Siedlung auf dem Iseler zurückgeht. Nachrichten darüber sind jedoch nicht bekannt. Unter den seit etwa 1500 im Vörder Register und in Steuerverzeichnissen genannten Orten wird eine Siedlung Iseler nicht erwähnt. Eine solche Ansiedlung kann aber wie die im Mittelalter „wüst“ gewordenen, d. h. aufgegebenen Dörfer Horecthorp und Höhne schon lange vor 1500 eingegangen sein.
Der Name „Iseler“ geht zurück auf romanische Formen (italienisch „isola“, französisch „île“) des lateinischen Wortes „insula“ = „Insel“. Es begegnet im Althochdeutschen als isila, im Frühmittelhochdeutschen als isele. Die inselartige Lage des Iselers in dem weiten Moorsumpfgebiet veranlasste die Bewohner der umliegenden Geest wohl zu dieser Namensgebung.

### Iselersheim und Neuendamm im 18. und 19. Jahrhundert
Vorbemerkung
In dem folgenden geschichtlichen Überblick wird unter „Iselersheim“ immer das 1779/1780 angelegte Dorf und nicht die durch die Zusammenlegung von Neuendamm mit Iselersheim geschaffene Verwaltungseinheit „Iselersheim“ verstanden.

### Kultivierungspläne
Das Oste-Mehe-Moor lag lange Zeit unberührt, „in heiler Haut“, da. Um 1690 machte sich die schwedische Regierung der Herzogtümer Bremen und Verden Gedanken über eine Kultivierung dieses Moores. Aber erst nachdem das Gebiet zwischen Elb- und Wesermündung in den Jahren 1715/1719 in den Besitz Kurhannovers gekommen war und als damit eine ruhigere Zeit für das im 17. Jahrhundert und bis in das 18. Jahrhundert hinein von Kriegen gequälte Land begonnen hatte, wurde die Urbarmachung und Besiedlung der Moore in den Herzogtümern Bremen und Verden in Angriff genommen und unter sorgfältigster Planung durchgeführt.

### Beginn der Moorkolonisation
1742 wurde die Vermessung des Oste-Mehe-Moores oder „Ostenmoores“ von der Regierung ins Auge gefasst. Wie bei allen derartigen Ödländereien betrachtete sich der Staat auch hier als Eigentümer des herrenlosen Gebiets. Erst im Jahre 1753 kam es jedoch zu einer Vermessung; sie musste bei günstiger Witterung, vor allem bei Frostwetter, in dem noch nicht entwässerten und daher kaum zugänglichen Moor durchgeführt werden. Der mit der Vermessung beauftragte Kandidat der Rechte Rudorff fertigte eine Karte an und schuf damit die Grundlage für die Grenzverhandlungen mit den um das Moor herum gelegenen Geestorten. Eine staatliche Kommission fand im Jahre 1755 das „Ostenmoor“ zur Besiedlung hervorragend geeignet.

### Iselersheim und Neuendamm
Im Sommer 1778 wurde mit der „Vorrichtung“ der künftigen Dörfer Iselersheim, Neuendamm und Hönau begonnen. Die Namen für die beiden letzteren Siedlungen wurden auf der Moorkonferenz von 1779 vorgeschlagen und von dem Geheimen Kammerrat v. Bremer genehmigt.
Iselersheim wurde dann im Jahr 1780 errichtet. Im Jahr 1789 wird angegeben, dass der Ort 14 Häuser habe, in denen 70 Einwohner, darunter 43 Kinder, lebten.
Hönau wurde nach der nahen Waldung Höhne, Neuendamm nach dem „neuen Damm“ benannt, der – bei der Höhne beginnend – das Ostemoor in nördlicher Richtung bis zum Iseler Berg durchzog und der „Hauptkommunikationsdamm“, der Hauptverbindungsweg wurde, der Bremervörde durch das Moor über Abbenseth mit Lamstedt verband. Der – wie damals alle Landstraßen – ungepflasterte Damm wurde auf Staatskosten in der Folgezeit immer wieder übersandet, um ihn einigermaßen passierbar zu erhalten. Die für den Damm gebrauchte Bezeichnung „Sanddamm“ wurde 1929 zum Namen für die von 1929 bis 1949 zu einer Gemeinde zusammengeschlossenen Dörfer Iselersheim, Neuendamm, Hönau und Lindorf.

### Nationalsozialismus
Der Bremervörder Historiker Werner Borgsen erforschte 1997 das Schicksal von Annemarie Gerkens, gebürtig aus Iselersheim, und des polnischen Zwangsarbeiters Stefan Szablewski, die wegen ihrer Liebesbeziehung im Dritten Reich von den Schergen des NS-Regimes 1941 ermordet wurden: Stefan Szablewski wurde gehängt, Annemarie Gerken kam über Gefängnisse in Bremerhaven und Bremen zunächst in das Frauen-Konzentrationslager Ravensbrück und dann ins KZ Auschwitz, wo sie 1943 im Alter von 24 Jahren umkam. Im Oktober 2021 wurden zwei „Stolpersteine“ in Iselersheim durch den Künstler Gunter Demnig gesetzt.

## Politik

### Ortsrat
Der Ortsrat, der den Ortsteil Iselersheim vertritt, setzt sich aus fünf Mitgliedern zusammen. Die Ratsmitglieder werden durch eine Kommunalwahl für jeweils fünf Jahre gewählt.
Bei der Kommunalwahl 2021 ergab sich folgende Sitzverteilung:
- Wählergruppe Iselersheim: 5 Sitze

### Ortsbürgermeister
Der Ortsbürgermeister von Iselersheim ist Matthias Haak.

### Wappen
| Wappen von Iselersheim | Blasonierung: „In Gold (Gelb) über grünem Schildfuß in schwarz das Portal des Findorff-Ehrenmals, mit einem schwarzen Findling, belegt mit dem Buchstaben F in Gold (Gelb).“ |
| Wappen von Iselersheim | Wappenbegründung: Das Wappen erinnert an die Namensgebung „Iselersheim“ im Jahre 1780 durch den Moorkommissar Jürgen Christian Findorff                                      |

## Eingemeindung
Am 1. März 1974 wurde Iselersheim in die Stadt Bremervörde eingegliedert.

## Kultur und Sehenswürdigkeiten

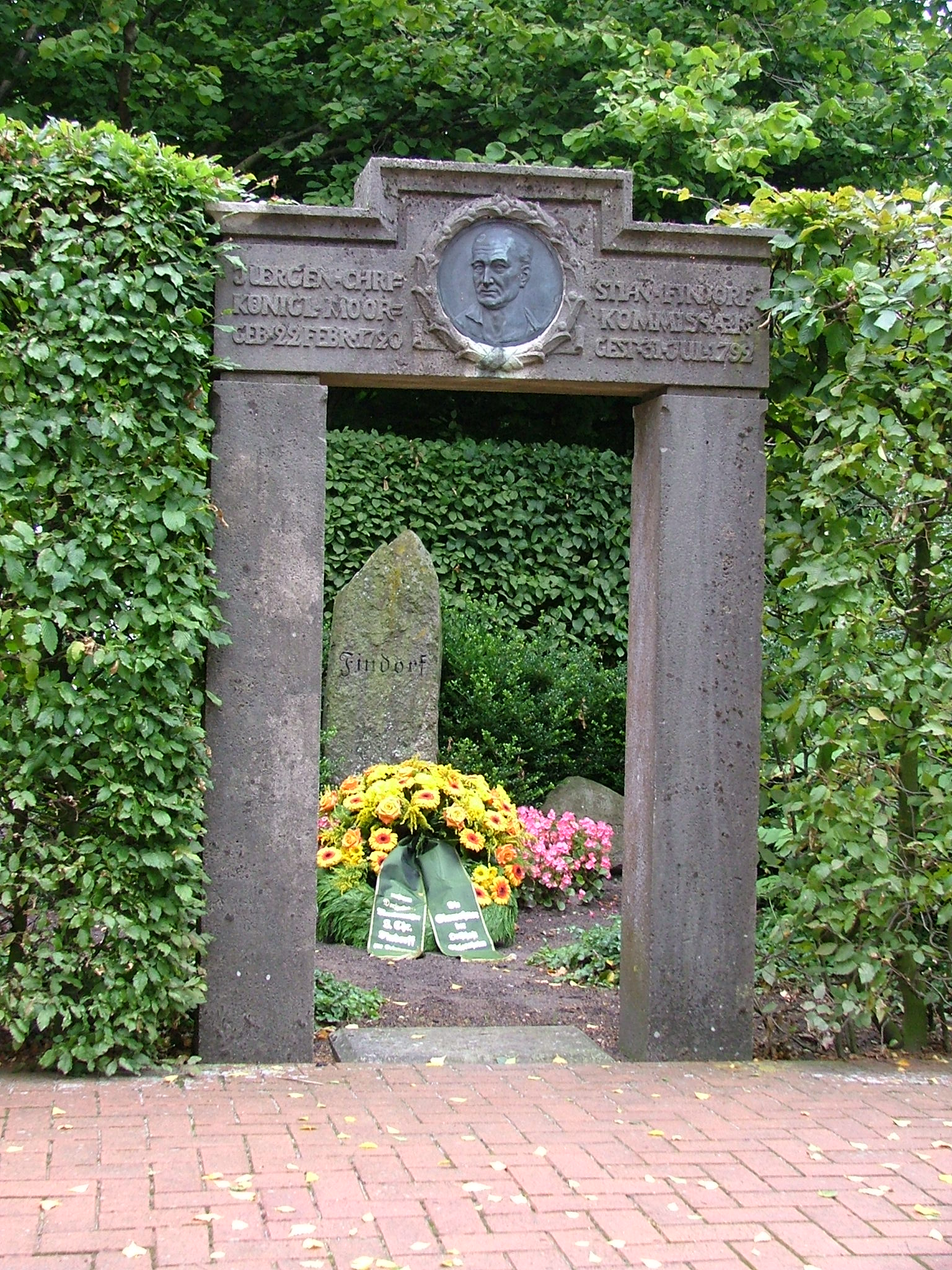
Grabstätte von Jürgen Christian Findorff

Sehenswert sind u. a. das Grabmal des Moorkolonisators Jürgen Christian Findorff und das nach ihm benannte Findorff-Haus, ein ehemaliges Altenteiler-Nebenhaus aus Ostendorf. Das Fachwerkhaus mit Reetdach wurde abgetragen und vom 1980 gegründeten Heimatverein Iselersheim e. V. in Iselersheim neben der Kirche und dem Findorff-Grabmal wieder aufgebaut. Es wurde 2005 eingeweiht und beherbergt im Obergeschoss eine Dauerausstellung zum Leben und Wirken von Jürgen Christian Findorff, während das Erdgeschoss für wechselnde Ausstellungen genutzt wird. In der Dauerausstellung wird u. a. ein gemaltes Porträt des Moorkolonisators Findorff gezeigt, das von dem Göttinger Maler Johann Günther Bornemann (1757–um 1815) stammt.

## Infrastruktur
Die nach Jürgen Christian Findorff benannte ev.-luth. Findorff-Kirche zu Iselersheim wurde 1958 eingeweiht.
Die im Ort befindliche ebenfalls nach ihm benannte Findorff-Grundschule wurde mit Ende des Schuljahres 2015/2016 geschlossen.